# Hôtel de Combray
Das Herrenhaus Hôtel de Combray in der 15-21 Rue de Gambetta in Falaise, einer französischen Gemeinde im Département Calvados in der Region Normandie, wurde im 18. Jahrhundert errichtet. Das Portal an der Straße (Hausnummer 17) steht seit 1973 als Monument historique auf der Liste der Baudenkmäler in Frankreich.
Hier wurde 1773 Caroline de Combray (1773–1809) geboren. In den 1930er Jahren ging das Gebäude in das Eigentum des Kollaborateurs Jean Goy (1891–1944) über. Im Zweiten Weltkrieg war hier die Feldgendarmerie 884 einquartiert. 
Das einstige Herrenhaus besteht nicht mehr. Lediglich wenige Reste lassen das Gebäude erahnen. Sichtbar sind noch das Portal sowie Nebengebäude mit Lager und früheren Dienstbotenunterkünften.
Das aus Kalkstein gefertigte Portal ist in der ersten Hälfte des 18. Jahrhunderts bauzeitlich mit dem Herrenhaus entstanden. Ein blau gestrichenes, schmiedeeisernes Metalltor schließt das Portal.